# Whitehall (Pensilvânia)
Whitehall é um distrito localizado no estado norte-americano da Pensilvânia, no Condado de Allegheny.

## Demografia
Segundo o censo norte-americano de 2000, a sua população era de 14.444 habitantes.
Em 2006, foi estimada uma população de 13.556, um decréscimo de 888 (-6.1%).

## Geografia
De acordo com o United States Census Bureau tem uma área de 8,5 km², dos quais 8,5 km² cobertos por terra e 0,0 km² cobertos por água.

## Localidades na vizinhança
O diagrama seguinte representa as localidades num raio de 8 km ao redor de Whitehall.